# Myrmica indica
Myrmica indica är en myrart som beskrevs av Weber 1950. Myrmica indica ingår i släktet rödmyror, och familjen myror. Inga underarter finns listade i Catalogue of Life.